# Hacıosmanlar, Fethiye
Hacıosmanlar là một xã thuộc huyện Fethiye, tỉnh Muğla, Thổ Nhĩ Kỳ. Dân số thời điểm năm 2011 là 375 người.